# Val Tantermozza (Susch)
Die Val Tantermozza, auch Tantermozza Chant Sura liegt bei Susch im Schweizer Unterengadin. Das Tal mündet von Norden her in die Ostrampe des Flüelapasses. Das Tal dominieren die beiden Gipfel Flüela Wisshorn und Piz Champatsch.
Das Tal dient als Aufstiegsroute zum Piz Champatsch. Der Aufstieg ist schwierig und steil.
Der Name bedeutet im Rätoromanischen Mühltrichter und nimmt Bezug auf die trichterartige Form. Chant Sura bezieht sich auf die Bezeichnung einer Häusergruppe an der Passstrasse. Auf älteren Karten wird das Tal mit dem alten deutschen Namen Kehrenthäli bezeichnet.